# Brian Setzer
Brian Setzer (ur. 10 kwietnia 1959 w Massapequa) – amerykański gitarzysta, kompozytor i piosenkarz.

## Dyskografia

### Bloodless Pharaohs
- Marty Thau 2 × 5 (1980)

### Stray Cats
- Stray Cats (1981)
- Gonna Ball (1981)
- Built For Speed (1982)
- Rant N’ Rave With The Stray Cats (1983)
- Rock Therapy (1986)
- Blast Off! (1989)
- Let’s Go Faster! (1990)
- Choo Choo Hot Fish (1992)
- Original Cool (1993)

### The Brian Setzer Orchestra
- The Brian Setzer Orchestra (1994)
- Guitar Slinger (1996)
- The Dirty Boogie (1998)
- Vavoom! (2000)
- Boogie Woogie Christmas (2002)
- Dig That Crazy Christmas (2005)
- Wolfgang’s Big Night Out (2007)
- Songs from Lonely Avenue (2009)
- Rockin’ Rudolph (2015)

### Samodzielne materiały
- The Knife Feels Like Justice (1986)
- Live Nude Guitars (1988)
- Rockin’ By Myself (1993)
- Nitro Burnin’ Funny Daddy (2003)
- Rockabilly Riot Vol. 1: A Tribute To Sun Records (2005)
- 13 (2006)
- Red Hot & Live (2007)

### '68 Comeback Special
- Ignition (2001)